# Deutsche Flugzeug-Werke
Deutsche Flugzeug-Werke, сокращённо DFW — ныне не существующая немецкая авиастроительная компания периода Первой мировой войны.
Основана Бернхардом Мейером и Эрихом Тиле в Линдентале близ Лейпцига в 1911 году и первоначально производила лицензионные копии самолётов Farman, позже — известный моноплан Etrich Taube и, в конечном итоге, перешла к разработке собственных проектов. Один из них, разведывательный самолёт DFW C.V был выпущен в количестве нескольких тысяч машин, включая произведенные другими фирмами.
После Первой мировой войны выкуплена компанией Allgemeine Transportanlagen-Gesellschaft (ATG).

## История

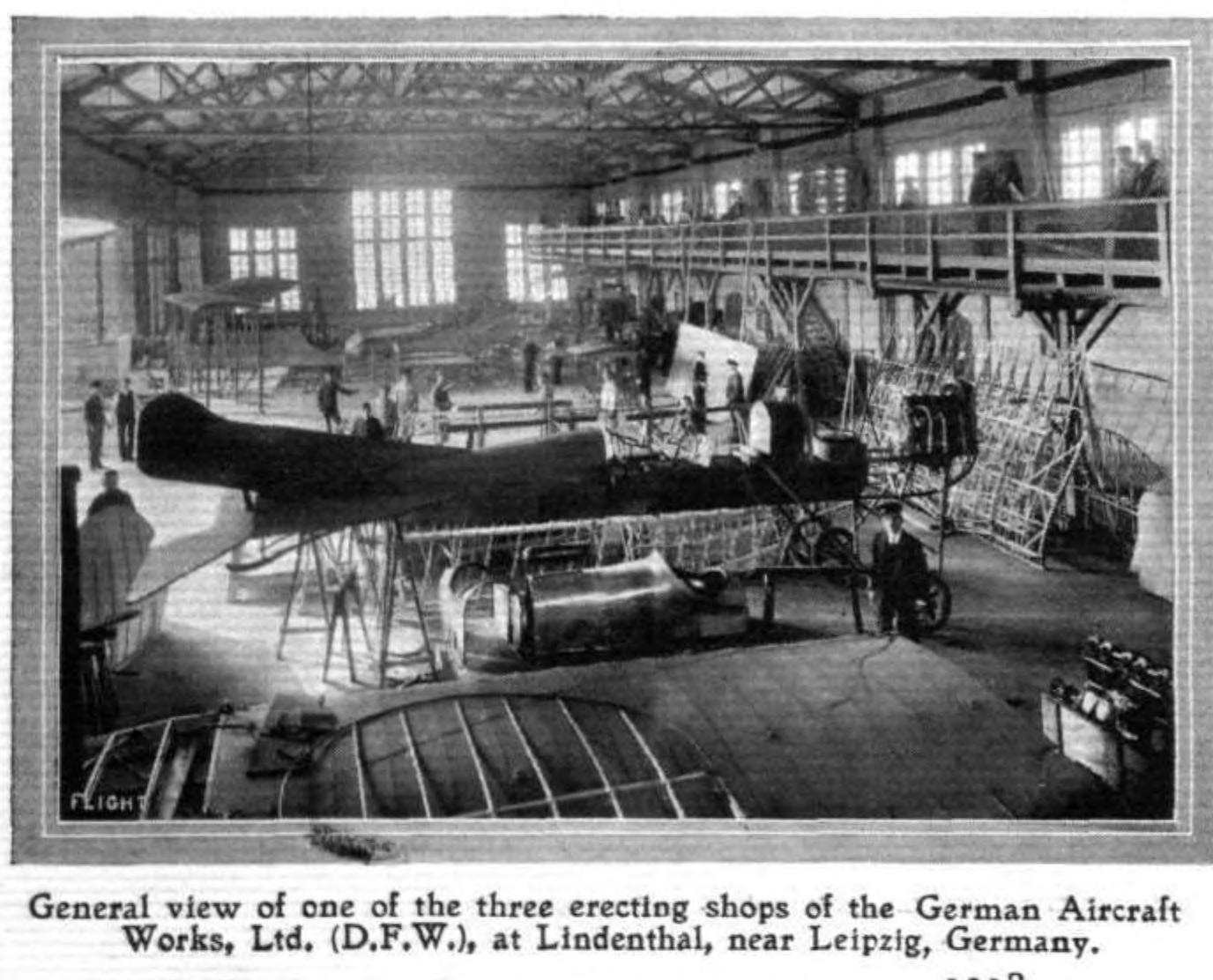
Сборочный цех Deutsche Flugzeug-Werke, 1913 год

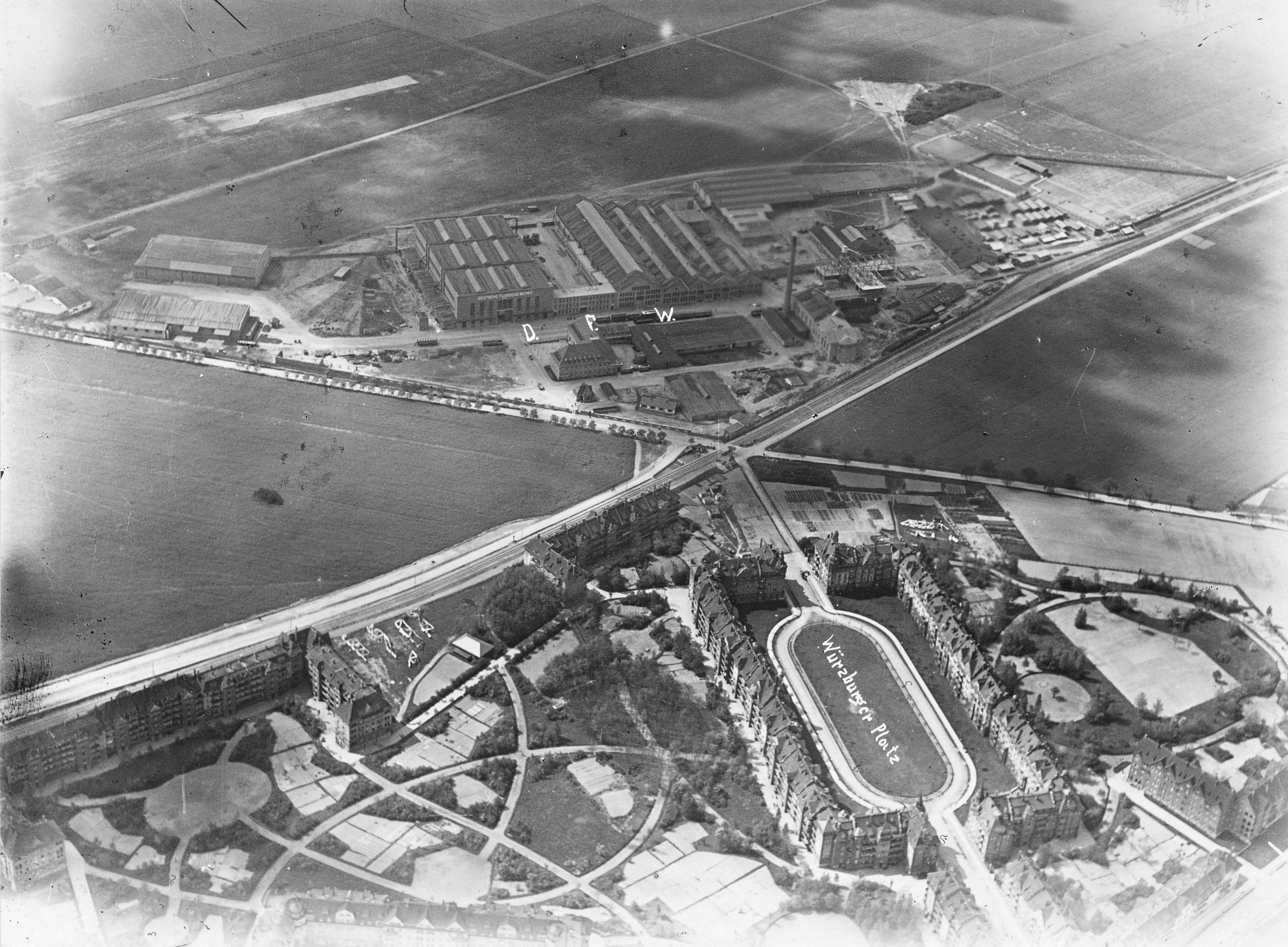
Завод DFW в Лейпциге (Гроссчохер), около 1920 года

Компания была основана лейпцигским издателем Бернхардом Мейером и инженером Эрихом Тиле (Erich Thiele) в марте 1911 года под названием Sächsische Flugzeug-Werke. В ноябре того же года её переименовали в Deutsche Flugzeug-Werke GmbH (DFW). Под руководством Оскара Шмаля и при участии одного из пионеров авиации Генриха Элериха, позже ставшего директором DWF, был начат лицензионный выпуск самолётов конструкции французской фирмы Farman. Для этого на ближайшем аэродроме (также открывшемся в 1911 году, втором в Германии после берлинского Йоханнисталя) были взяты в аренду сроком на 5 лет три больших ангара, которые использовались как цеха.
Аэродром, располагавшийся между Гауптштрассе и Ан-дер-Хуфшмиде, к югу от старого центра города (район Гартенвинкель), вскоре стал местом проведения многих массовых мероприятий; 21 и 22 октября 1911 года там проводились Leipziger Flugtage — Дни авиации в Лейпциге, включавшие соревнования на продолжительность и высоту полёта. В них принимал участие и биплан самолёт компании Sächsische Flugzeugwerke, которым управляли Ганс Ширрмайстер и Генрих Элерих; 2 ноября 1911 года он установил рекорд продолжительности полёта — 3 часа 39 минут.
Примерно в тот же период Эрих Тиле открыл лётную школу, в которой позже в разное время работали инструкторами такие известные пилоты как Франц Бюхнер, Евгений Винцерс (Eugen Wiencziers). В 1913 году авиашкола DFW получила пособие от государства за счет средств, собранных по подписке.
С 1913 года компания начала разрабатывать собственные модели самолётов.
В 1914 году Бернхард Мейер основал дочернюю компанию DFW-Flugzeugwerft Lübeck-Travemünde для выпуска гидросамолётов. 

Другим дочерним предприятием стала реорганизованная из Jeannin-Flugzeugbau фирма National-Flugzeugwerke (NFW), вошедшая в состав DFW 15 июня 1915 года. Головной офис NFW был перенесен в Гроссчохер, где в 1917 году был построен второй завод DFW. Новый заводской аэродром начал работу 11 мая 1917 года. Ещё один филиал, возглавляемый конструктором Генрихом Биром был открыт в Австро-Венгрии.
В этот же период, до 1915 года, в районе Радефельд были построены цеха, административное здание и несколько домов со служебными квартирами. Для испытаний использовался плац лейпцигского гарнизона, а также аэродром Линденталя.
Под руководством известного конструктора Германа Дорнера DFW в сентябре 1915 года начал разработку одного из первых немецких самолётов-гигантов (Riesenflugzeug), R.I, который всего через год совершил свой первый полёт. С 1916 года Вильгельм Заберски-Мюссигбродт работал над двухместным разведчиком/лёгким бомбардировщиком DFW C.V.
После смерти Бернхарда Мейера 19 апреля 1917 года, генеральным директором DFW стал его зять Курт Херрманн (Kurt Herrmann). По окончании Первой мировой войны, в соответствии с положениями Версальского договора, с 18 декабря 1919 года DFW была вынуждена прекратить свою деятельность. По инициативе Херманна 16 июня следующего года из Flugzeug-Werke выделилась фирма Allgemeine Transportanlagen-Gesellschaft, позже выкупившая мощности головной компании, а 16 июня 1928 года компания DFW GmbH была исключена из коммерческого реестра.

## Продукция компании

### Довоенные модели
- DFW-Doppeldecker, опытный
- DFW Mars, учебный, выпускался как моноплан и биплан, произведено около 80;
- DFW Renn-Doppeldecker, спортивный
- DFW Stahl-Taube, разведчик
- DFW Flugboot (1913), летающая лодка с двигателем Mercedes D.I, 1 прототип

### Невооружённые разведчики / учебные самолёты
- 1914: DFW T 25, разведчик

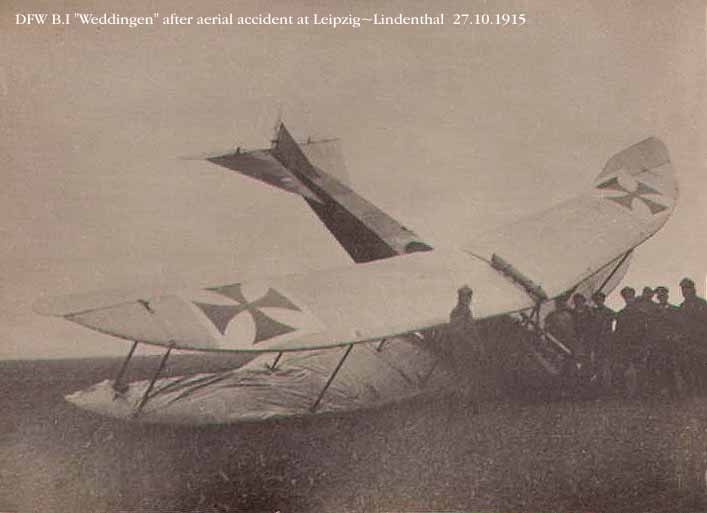
DFW B.I Weddingen (1915)

- 1914: DFW B.I/MD 14, выпущено около 100 машин.
- 1915: DFW B.II/MRD, учебный

### Разведчики

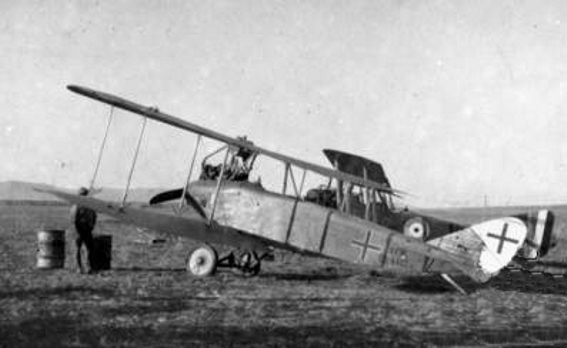
DFW C.V (1918)

- 1915: DFW C.I/KD 15
- 1915: DFW C.II
- 1916: DFW C.IV
- 1916: DFW C.V/T 29
- 1918: DFW C.VI
- 1918: DFW C.VII/F 37

### Истребители

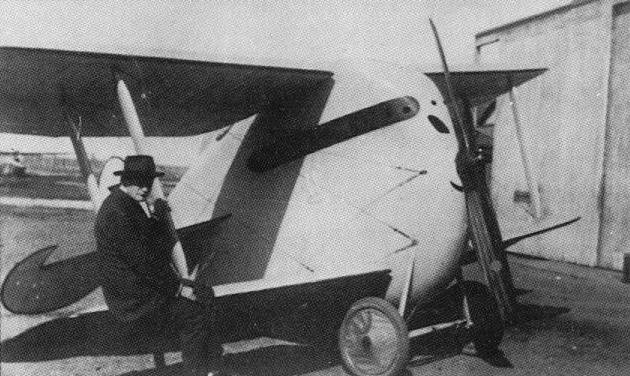
Прототип истребителя DFW Floh

- 1915: DFW T 28 Floh прототип истребителя-биплана
- 1916/17: DFW D.I
- 1917: DFW Dr.I прототип триплана с двигателем Mercedes D.I, серийно не выпускался;
- 1918: DFW D.II/F 34 увеличенная конструкция по типу Dr.I с Mercedes D.III, серийно не выпускался;

### Тяжёлые бомбардировщики Riesenbomber

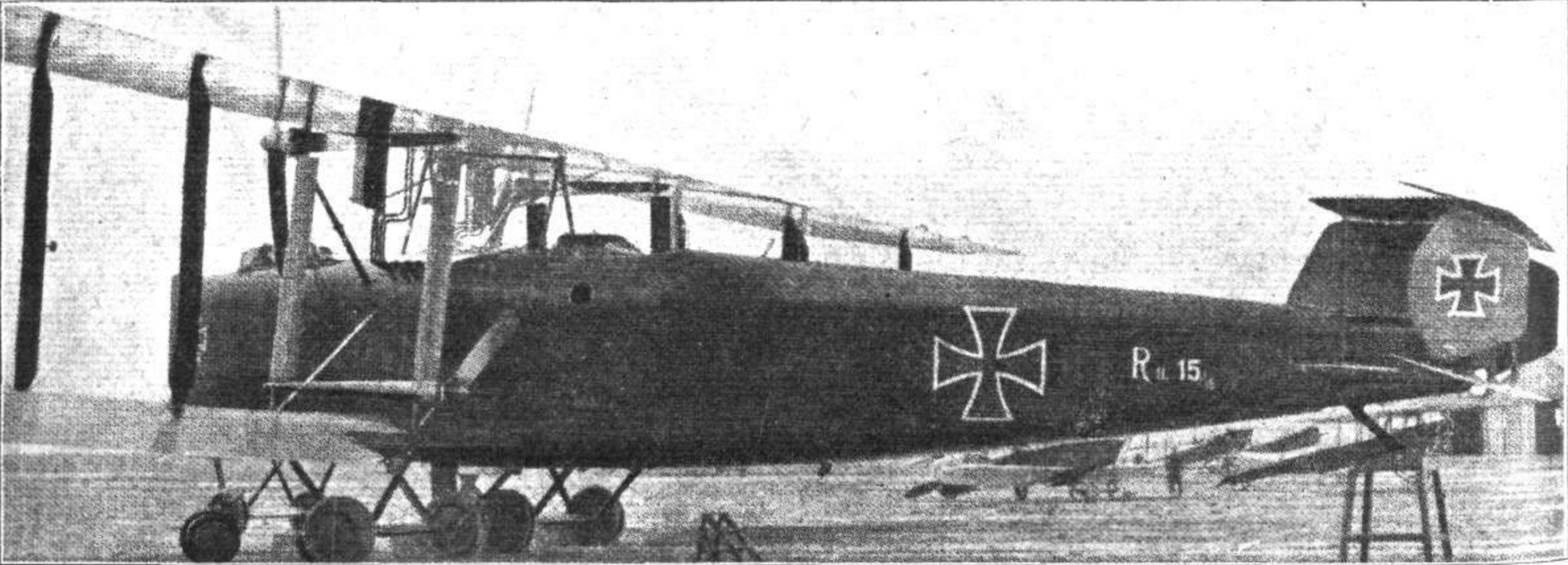
DFW R.II (1919)

- 1916: DFW R.I/T 26 самолёт с внутрифюзеляжной силовой установкой из 4 двигателей, 1 экземпляр;
- 1916/17: DFW R.II
- 1918: DFW R.III

### Прочее
- 1919: DFW C.VII/F 37 III, опытный высотный самолёт
- 1919: DFW P.I/F37, транспортный.